# Brasema lamachus
Brasema lamachus is een vliesvleugelig insect uit de familie Eupelmidae. De wetenschappelijke naam is voor het eerst geldig gepubliceerd in 1847 door Francis Walker.